# Pescadero-Becken
Koordinaten: 24° 33′ 0″ N, 109° 12′ 0″ W
Das Pescadero-Becken (spanisch Cuenca de Pescadero, englisch Pescadero Basin) ist ein Rift-Becken in der südlichen Region des Golfs von Kalifornien zwischen der Küste des mexikanischen Bundesstaats Sinaloa und der Halbinsel Niederkalifornien im Pazifischen Ozean.
Das Becken ist das Ergebnis der Aktivität eines der zahlreichen Spreizungszonen im Golf von Kalifornien
Es ist mit der Pescadero-Verwerfung im Süden und der Atl-Verwerfung im Norden verbunden, zwei Transformstörungen (englisch faults) der Riftzone im Golf von Kalifornien, d. h. der nördlichen Ausdehnung des östlichen Pazifischen Rückens.
Um das Jahr 2015 veröffentlichte Studien, insbesondere des Monterey Bay Aquarium Research Institute (MBARI), haben gezeigt, dass das Pescadero-Becken ein hydrothermales Feld ist.
Unter den Hydrothermalfeldern des Pazifischen Ozeans ist es das bisher (Stand 2015) einzige bekannte, das reich an Karbonat-Schloten ist und damit auch an den typischen Lebewesen, die solche Umgebungen bewohnen.

## Beschreibung
Das Pescadero-Becken liegt ca. 150 km von La Paz (Mexiko) entfernt im Golf von Kalifornien und hat eine Tiefe von etwa 3800 Metern.
Es wurde im Frühjahr 2015 von Forschern des Monterey Bay Aquarium Research Institute (MBARI) erforscht, nachdem bereit 2012 hochauflösende Sonardaten Hinweise auf die dortigen Hydrothermalquellen gegeben hatten – es handelt sich hierbei um die tiefsten Hydrothermalquellen im Ostpazifik.
Die Schlote sind Quellen sowohl von Hydrokarbonat als auch von Karbonat. Das Pescadero-Becken war bei seiner Entdeckung neben Lost City auf dem Mittelatlantischen Rücken erst der zweite Ort auf der Welt mit derartigen Karbonatquellen. Offenbar tritt bei den Schloten auch organisches Material aus alten Sedimenten aus, wobei durch das „Kochen“ bei 250 bis 290 °C erdölähnliche Kohlenwasserstoffe entstehen, die einen Ölfilm bilden und von denen sich verschiedene Mikroorganismen ernähren.
Die Karbonatschlote des Pescadero-Beckens sind weniger hoch und nicht so robust wie die der Alarcón-Erhebung (s. u.) im Golf. Die Tiergemeinschaft unterscheidet sich entsprechende von der dortigen; am stärksten repräsentiert sind Röhrenwürmer, die aber in diesem Fall zur Gattung Oasisia gehören. Das Wasser in den hydrothermalen Spalten hat nur 30 bis 60 °C, neben Bakterienmatten sind dort Bartwürmer der Gattungen Lamellibrachia und Escarpia neben Muscheln anzufinden. Alle Würmer und Muscheln nutzen spezialisierte endosymbiotsche Bakterien, die ihre Energie aus den Chemikalien der Hydrothermalquellen beziehen. Unter den Archaeen sind die Methanfresser der Ordnung Methanophagales (früher ANME-1 genannt) vertreten, zusammen mit ihren Viren, z. B. der Spezies Pletoitzamnavirus pescaderoense, Kisinvirus pescaderoense und Yumkaaxvirus pescaderoense.

## Auka-Hydrothermalfeld
Das Hydrothermalfeld Auka (englisch Auka hydrothermal vent field, spanisch campo de ventilas hidrotermales Auka) im südlichen Teil des Beckens wird seit 2017 eingehend untersucht. In einer 2022 veröffentlichten Studie berichteten Wu et al. über ihre Metagenomik-Untersuchungen, die auf das Vorhandensein von Archaeen der Asgard-Supergruppe hinweisen, ähnlich wie im weiter nördlich gelegenen Guaymas-Becken. Gefunden wurden insbesondere MAGs zu den Heimdallarchaeota (Ca. Heimdallarchaeum endolithica PR6 und Ca. Heimdallarchaeum aukensis PM71) und zu den Lokiarchaeota (Ca. Harpocratesius repetitus FW102). Speth et al. berichteten im selben Jahr in ihrer Studie zu dort gefundenen thermophilen Mikroorganismen, unter anderen über Methanophagales (alias ANME-1, zu Euryarchaeota), die wiederum von Viren parasitiert werden, darunter der Spezies Pletoitzamnavirus pescaderoense.

## Alarcón-Erhebung
Etwa 160 km vom Pescadero-Becken entfernt befindet sich die Alarcón-Erhebung (englisch Alarcón Rise, spanisch levantamiento de Alarcón). Hier befinden sich Schwarze Raucher mit bis zu 37 m hohen Schloten in einem aktiven Vulkangebiet und das Gestein ist durch Sulfide schwarz gefärbt. Die Schlote stoßen bei etwa 350 °C eine schwarze Flüssigkeit aus, die Sulfide und Schwermetalle transportiert. Bei Kontakt mit dem kalten Meerwasser fallen diese Mineralien aus, was zum weiteren Wachstum der Schlote führt. Die Schwarzen Raucher werden von Röhrenwürmern der Gattung Riftia besiedelt, die bis zu 2 Meter lang werden können, daneben gibt es Würmer der Gattung Alvinella (Familie Alvinellidae), sowie Krebstiere.

## Cathedral Hill Gradient Site
An dieser Stelle wurden in den weißen mikrobiellen Matten Vertreter der beiden 2023 offiziell bestätigten Virus-Spezies Kisinvirus pescaderoense und K. mexicoense (Familie Ahpuchviridae in der Ordnung Nakonvirales) per Metagenomik identifiziert. Die hier per Metagenomik identifizierten Viren sind mit Archaeen der Ordnung Methanophagales (alias ANME-1, zu Euryarchaeota) assoziiert.

## Südliches Pescadero-Becken
Etwas abgetrennt vom Hauptbecken befindet sich ein südlicher Ausläufer. Hier wurden 2018 Proben entnommen, in denen eine ganze Reihe von Methanophagales-Viren der Ordnung Coyopavirales identifiziert wurden.